# دوگارسورنگین اویونبولد
دوگارسورنگین اویونبولد (مغولی: Дугарсүрэнгийн Оюунболд؛ ۲۵ دسامبر ۱۹۵۷ – ۱ ژانویهٔ ۲۰۰۲) کشتی‌گیر اهل مغولستان بود.